# 長野県地方税滞納整理機構
| 長野県地方税滞納整理機構                   | 長野県地方税滞納整理機構 |
| ------------------------------------------ | ------------------------ |
| 組織形態                                   | 広域連合                 |
| 構成団体                                   | 長野県内の全市町村及び県 |
| 広域連合長                                 | 阿部守一（長野県知事）   |
| 設立許可                                   | 2010年 12月27日          |
| 事務所                                     |                          |
| 所在地                                     | 〒387-0007               |
| 長野県千曲市大字屋代1881 長野県千曲庁舎3階 |                          |
| 外部リンク                                 | 長野県地方税滞納整理機構 |

長野県地方税滞納整理機構（ながのけんちほうぜいたいのうせいりきこう）は、大口・徴収が困難な地方税の滞納事案を処理するため、地方自治法第284条第3項の規定に基づいて長野県内の全市町村及び県により構成される広域連合である。

## 沿革
- 2010年（平成22年）5月 - 地方税共同化準備委員会を設置[1]
- 2010年（平成22年）10月22日 - 総務大臣に設立許可申請書を提出
- 2010年（平成22年）12月27日 -長野県地方税滞納整理機構設立許可

## 構成自治体
- 長野県
- 長野市
- 松本市
- 上田市
- 岡谷市
- 飯田市
- 諏訪市
- 須坂市
- 小諸市
- 伊那市
- 駒ヶ根市
- 中野市
- 大町市
- 飯山市
- 茅野市
- 塩尻市
- 佐久市
- 千曲市
- 東御市
- 安曇野市
- 小海町
- 川上村
- 南牧村
- 南相木村
- 北相木村
- 佐久穂町
- 軽井沢町
- 御代田町
- 立科町
- 青木村
- 長和町
- 下諏訪町
- 富士見町
- 原村
- 辰野町
- 箕輪町
- 飯島町
- 南箕輪村
- 中川村
- 宮田村
- 松川町
- 高森町
- 阿南町
- 阿智村
- 平谷村
- 根羽村
- 下條村
- 売木村
- 天龍村
- 泰阜村
- 喬木村
- 豊丘村
- 大鹿村
- 上松町
- 南木曽町
- 木祖村
- 王滝村
- 大桑村
- 木曽町
- 麻績村
- 生坂村
- 山形村
- 朝日村
- 筑北村
- 池田町
- 松川村
- 白馬村
- 小谷村
- 坂城町
- 小布施町
- 高山村
- 山ノ内町
- 木島平村
- 野沢温泉村
- 信濃町
- 小川村
- 飯綱町
- 栄村